# Fekete kanári
A Fekete kanári (eredeti cím: Canary Black) 2024-ben bemutatott brit akcióthriller film, amelyet Pierre Morel rendezett. A főbb szerepekben Kate Beckinsale, Rupert Friend, Ray Stevenson, Saffron Burrows és Ben Miles látható.
Az Egyesült Királyságban 2024. október 24-én a Prime Video, míg Magyarországon 2024. december 12-én mutatták be a mozikban.

## Cselekmény
Avery Graves a CIA egyik ügynöke, aki egy tokiói épületből ellop egy meghajtót. Ezután hazatér, hogy megünnepelje férjével, Daviddel, a 3. házassági évfordulójukat. Később találkozik Jarvisszal, a főnökével. Beszélnek Kenjiről, aki üzleti fedőszervezetet használt fegyverek terroristákhoz való csempészésére.
Amikor Avery hazaér, a lakás teljesen feldúlva várja, a férje pedig eltűnt. Az asztalon egy telefon benne egy üzenettel, hogy szerezze meg a fekete kanári aktát éjfélig, és megemlít egy fogvatartotti számot is, különben a férje meghal. Bizonyítékot kér arra, hogy a férje életben van, és sikerül beszélnie vele.
Egy hacker barátja segít Averynak lenyomozni a telefon utolsó hívását, és megadja neki a címet. Ezután Avery munkába áll, és kideríti, hogy a fogvatartott neve Laszlo Stoica. Elmegy a megadott címre, ahol megtalálja férje jegygyűrűjét és egy telefont az asztalon. Kap egy hívást, amelyben közlik vele, hogy egy nyomásérzékeny bombán áll.
Feltépi a padlót, és meglátja, hogy az eszköz egy Bouncing Betty típusú bomba. Egy mozdulattal letépi az asztal egyik erős lábát, és amikor felemeli a lábát a bombáról, az aktiválódik. A bomba egyenesen felfelé repül, de Avery egyetlen csapással kirepíti az ablakon. Az épület oldala felrobban, Avery pedig csupán kissé kormosan távozik. Beint a helyiséget figyelő kamerának, majd kirohan az épületből, és beugrik az autójába.
Maxfield mesél Averynak a fogvatartottról, és összekapcsolja az ügyet Kalival, aki megszerezte egy szigorúan titkos aktát, amelynek tartalma halálos következményekkel járhat. Avery megbeszéli, hogy találkozhasson a fogvatartottal, megveri őt, majd kihúzza a férfi hamis fogát, de a benne rejtett titkos tartály üres. Ezek után Avery kitör az intézményből, de ezzel felkerül a körözött személyek listájára.
Evans elmondja Jarvisnak, hogy a fekete kanári állítólag egy szigorúan titkos mesterlista, amely kormányzati személyek zsarolására alkalmas anyagokat tartalmaz. Avery felhívja Jarvist annak saját otthonából, és elmondja neki, hogy a férjét elrabolták. Nem sokkal később a CIA lerohanja Avery lakását.
Avery videóhívást kap, amelyben látja a megkötözött és megvert férjét. Este 8 óra van, és már csak 4 óra maradt hátra. Találkozik Jarvisszal a férfi autójában, de hirtelen a CIA foglyul ejti – Jarvis csapdát állított neki. Miközben az autó elindul vele, egy másik autóban maszkos emberek lövöldözni kezdenek rájuk. Avery autója felborul, de neki sikerül megszöknie. Egy maszkos férfi rátámad, de Avery a saját késével leszúrja. A szomszédja, Niklaus volt, de még mielőtt bármit elmondhatna neki, meghal.
Evans találkozik Breznovval, és szövetséget kötnek. Közben Avery egy álnéven jelentkezik be egy hotelbe, ahová fegyverekkel és felszerelésekkel érkezik. Az ablakon kimászva belopakodik Evans szobájába, hangtompító maszkot helyez rá, és a fiókjának jelszavát követeli. Azonban a jelszó nem működik, mivel a fiókot zárolták, és csak a PLK Technologies számítógépeiről érhető el. Avery felhívja hacker barátját, és segítséget kér a CIA szerver biztonságos eléréséhez.
A hacker drónt szerez, és Avery ezen keresztül jut be a PLK Technologies épületébe. Bejelentkezik a szerverre a jelszóval, és lemásolja a fekete kanári fájlokat. Ugyanazon a drónon sikerül elmenekülnie az épületből. Amikor végre megnézik, mi van a fekete kanári fájlokban, kiderül, hogy nem egy zsarolási lista, hanem egy vírus. Ez az apokaliptikus vírus képes összeomlasztani számítógépes rendszereket, így minden országban hatalmas káoszt okozhat. Avery sms-t küld Jarvisnak, hogy követhesse a telefonját, majd válaszol egy hívásra a férjével kapcsolatban. Azonban egy férfi meglepi, sokkolóval támad rá, és elrabolja.
Eközben Breznov egy videót sugároz a Globális Egység Csúcstalálkozóra, amelyben bejelenti, hogy hozzáfér a fekete kanárihoz, a földrajzi célpontokat érintő számítógépes vírushoz. Ez a vírus képes megszüntetni az internetkapcsolatot és összeomlasztani a tőzsdéket. Breznov váltságdíjat követel: az egyes országok GDP-jének 1%-át, ami nagyjából egy billió dollárt tesz ki. Hogy példát mutasson, Szingapúrt célozza meg, és teljesen megszünteti az áramellátást.
Jarvis beméri Avery telefonját és megtalálja rejtekhelyét, de Breznov elfogja őt, majd megöli. Azonban Jarvis órája, amelybe nyomkövetőt építettek, elvezeti a CIA-t a holttestéhez. Eközben Avery láncokon lógva tanúja lesz, ahogy férjét, Davidet lelövik. Meglepő módon azonban David kést ragad és mindenkit megöl maga körül. Kiderül, hogy David árulta el Breznovnak a fekete kanári létezését, és ő valójában Kali.
A váltságdíj lassan kezd befolyni, de David megszakítja a vírus továbbításához szükséges áramellátást. Avery megöli Breznovot, és sikerül megakadályoznia a vírus teljes feltöltését.
Avery visszaadja a jegygyűrűt Davidnek, és azt mondja, hogy a házasságukat már nem lehet helyrehozni. A CIA megérkezik - David elmenekül, de Averyt letartóztatják. Amíg őrizetben van, Elizabeth Mills érkezik hozzá, és egy ajánlatot tesz: börtön helyett csatlakozhat az MC6-hoz, egy új szervezethez, amely a legmagasabb szintű fenyegetések kezelésére specializálódott.
Amikor Avery távozik az épületből, meglátja a jegygyűrűjét egy korláton. Ez arra utal, hogy a férje, David, még mindig életben van.

## Szereplők
| Szereplő           | Színész          | Magyar hang        |
| ------------------ | ---------------- | ------------------ |
| Avery Graves       | Kate Beckinsale  | Németh Borbála     |
| David Brooks       | Rupert Friend    | Kovács Lehel       |
| Jarvis Hedlund     | Ray Stevenson    | Schneider Zoltán   |
| Elizabeth Mills    | Saffron Burrows  | Csomor Csilla      |
| Nathan Evans       | Ben Miles        | Kárpáti Levente    |
| Konrad Breznov     | Goran Kostić     | Kis Horváth Zoltán |
| Nakadzsima Kendzsi | Haneda Maszajosi | Hujber Ferenc      |
| Amerikai elnök     | Michael Brandon  | Áron László        |

### Magyar változat
- Főcím: Egressy G. Tamás
- Magyar szöveg: Laki Mihály
- Hangmérnök és vágó: Szabó Miklós
- Gyártásvezető: Boskó Andrea
- Szinkronrendező: Kosztola Tibor
- Produkciós vezető: Jávor Barbara

A szinkront a Dub 4 Stúdió készítette.

## A film készítése
A film a 2022-es cannes-i filmvásáron mutatkozott be, mint Pierre Morel által rendezett, Matthew Kennedy által írt kémthriller, Kate Beckinsale főszereplésével. Még ugyanabban az évben az Amerikai Filmvásáron jelentek meg az első képek a produkcióról, amikor Anton eladásra kínálta a filmet.
A forgatás 2022 októberében kezdődött Horvátországban és 2023 januárjáig tartott. A forgatás elsősorban Zágrábban zajlott, ahol a forgatás megszakította több zágrábi villamos közlekedését, hogy a szabadtéri akciójelenetek környezetét szabályozzák. A zágrábi forgatás a Dinamo Zagreb Maksimir Stadiont használta fel díszletként, és Rovinj városát, mint Tokió. A befejező jelenetet a szlovéniai Ljubljanában forgatták a hármas hídnál.